# فتحي محمد كامل
فتحي محمد كامل مواليد 24 أكتوبر 1952، هو لاعب كرة سلة مصري. مثّل منتخب بلاده. شارك في دورة الألعاب الأولمبية الصيفية عام 1972 ودورة الألعاب الأولمبية الصيفية 1976.

## روابط خارجية
- فتحي محمد كامل على موقع الاتحاد الدولي لكرة السلة (الإنجليزية)
- فتحي محمد كامل على موقع سبورتس رفرنس (الإنجليزية)
- فتحي محمد كامل على موقع أوليمبيديا (الإنجليزية)